# 거창 상림리 석조보살입상
거창 상림리 석조보살입상(居昌 上林里 石造菩薩立像)은 대한민국 경상남도 거창군 거창읍 상림리에 있는 고려 초기의 석조 보살 입상이다. 연화대 위에 서 있는 석주형석불로 높이는 353센티미터이다. 왼손에 연꽃봉오리를, 오른손에 정병을 쥐고 있는 관음보살상이다. 어깨가 각지고 신체조형이 평판적이며, 전체 외형은 사각형의 돌기둥 같은 느낌을 준다. 머리에는 높은 육계가 솟아 있으며, 보관은 별도로 만들어 씌운 것으로 보인다. 장방형의 얼굴은 침잠된 표정을 지었으며, 목에는 한 줄로 삼도를 새겼다. 가슴에는 목걸이가 형식적으로 장식되었고, 통견한 천의는 도식화되어 있다. 허리 선에서 접혀져 드리워진 군의자락과 천의의 옷주름은 얇은 판을 서로 잇댄 듯 평판적이어서 마치 금동불의 옷주름을 연상케 한다.
1963년 1월 21일 대한민국의 보물 제378호 거창상동석조관음입상(居昌上洞石造觀音立像)으로 지정되었다가, 2010년 8월 25일 현재의 명칭으로 변경되었다.

## 개요
화강암으로 만들어진 전체 높이 3.5m의 거대한 보살상으로 연꽃이 새겨진 8각의 대좌 위에 서 있다. 이 부근에 건흥사라는 절이 있었다는 것을 감안하면 그 절에서 모시던 보살상으로 추측된다.
머리 위에는 상투 모양의 보계(寶髻)가 솟아 있으며, 보관(寶冠)은 없어진 상태이다. 양감이 줄어든 얼굴에는 작고 가는 눈, 다문 입이 표현되어서 다소 업숙한 모습이다. 어깨는 각이 져 있으며, 신체는 장방형으로 보살상 특유의 유연성은 부족해 보인다. 가슴에 장식된 목걸이와 양 어깨에 걸쳐 입은 천의(天衣)는 매우 형식적으로 처리되었다. 허리에는 굵은 띠가 있고, 그 아래로는 양 다리에 걸쳐 U자형 옷주름이 엇갈리게 배치되어 있다. 오른손은 몸에 붙여 물병을 들고 있고, 왼손은 가슴에 대어 연꽃송이를 쥐고 있다. 이런 모습으로 미루어 보아 고려시대에 유행하였던 관음보살을 형상화한 것으로 추정된다.
미소가 줄어든 얼굴, 어색한 몸체, 좌우대칭의 형식적인 옷주름 등에서 고려시대에 만들어진 보살상으로 추정된다.

## 갤러리

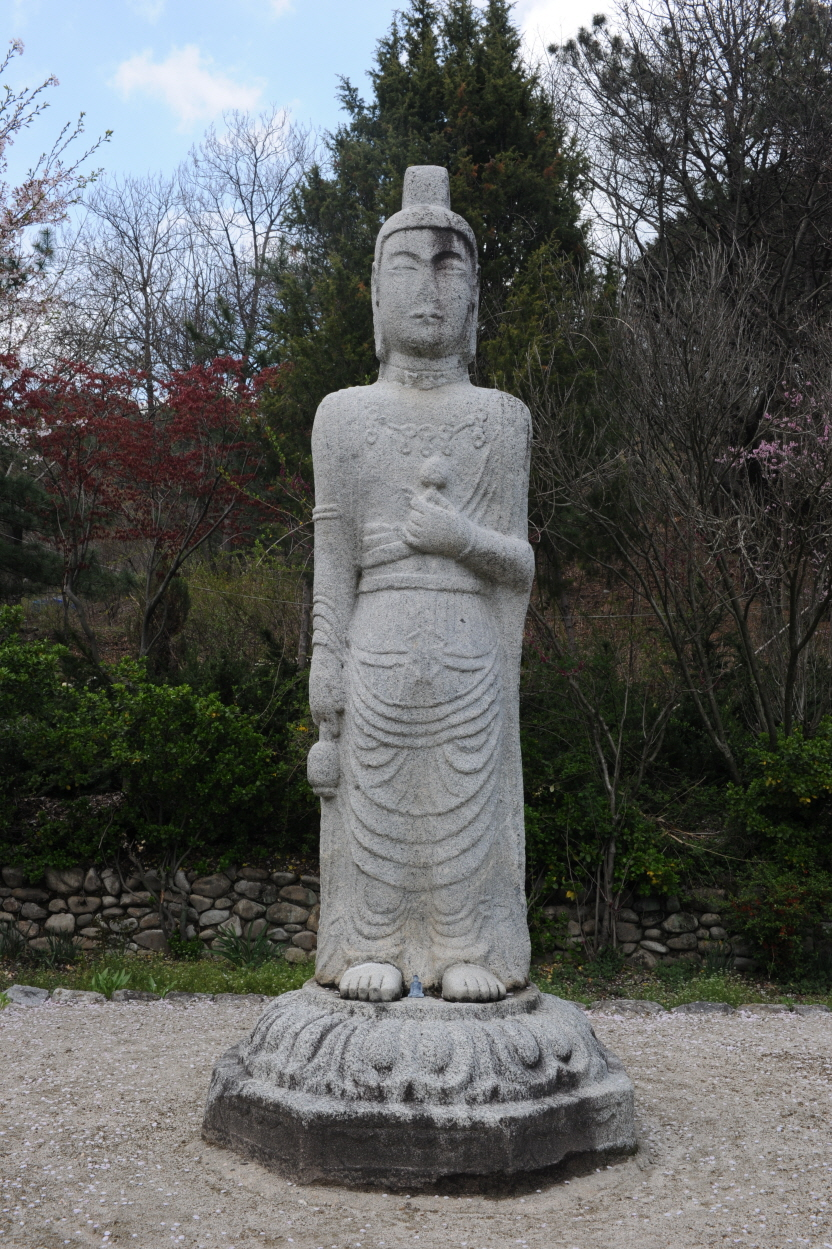
거창 상림리 석조보살입상
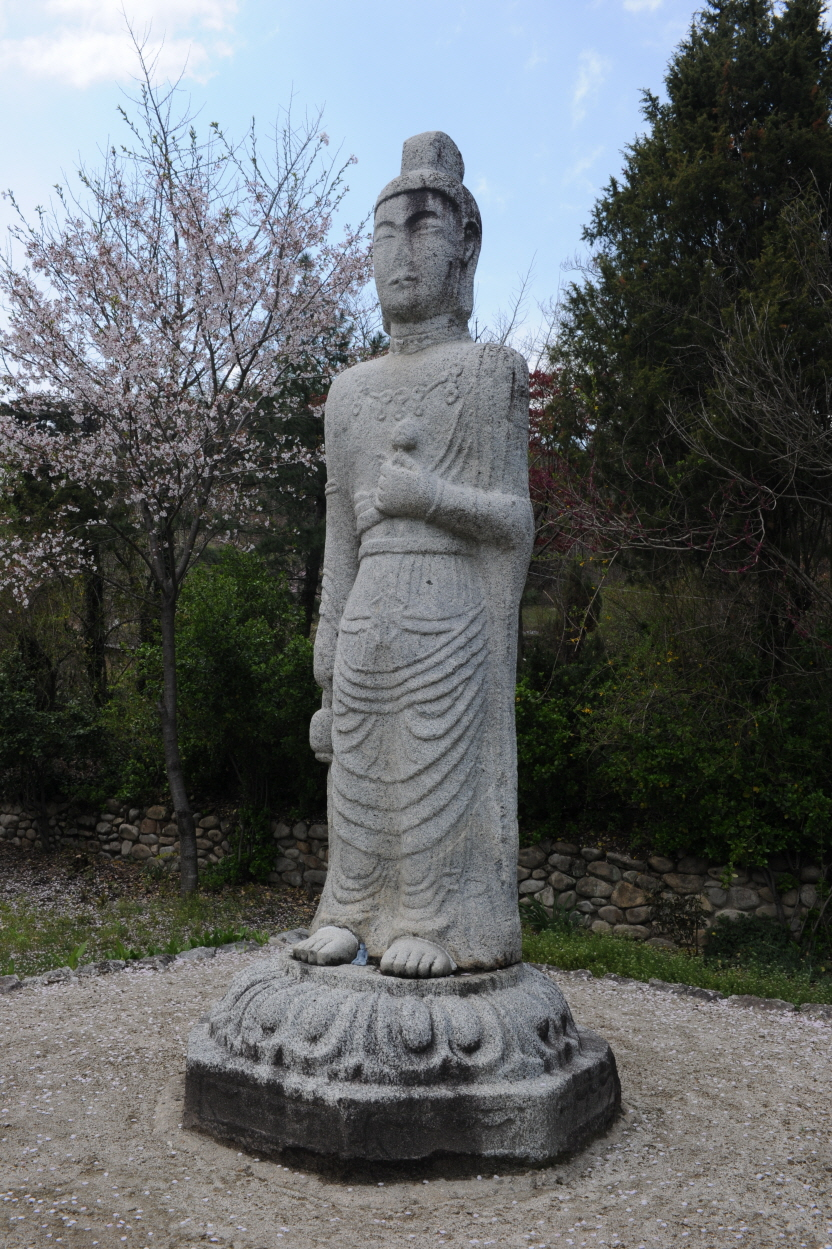
거창 상림리 석조보살입상
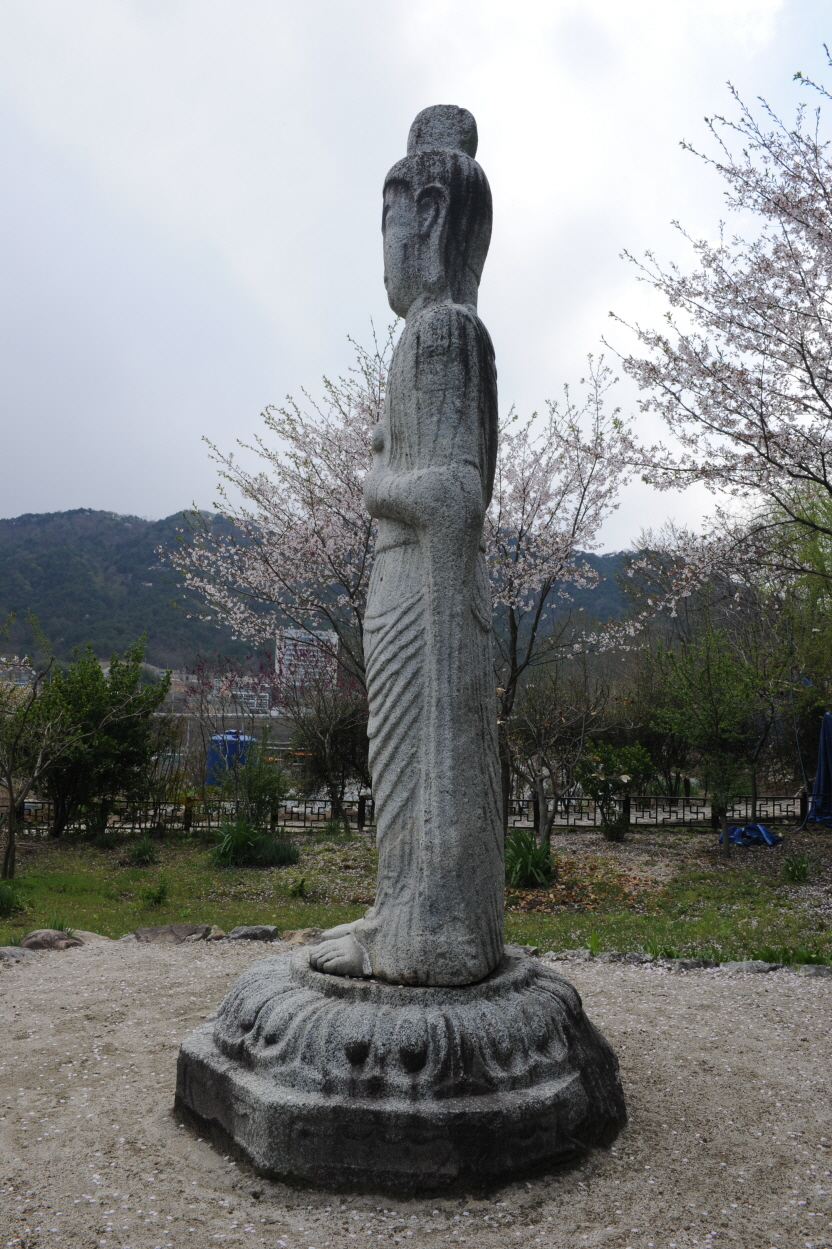
거창 상림리 석조보살입상
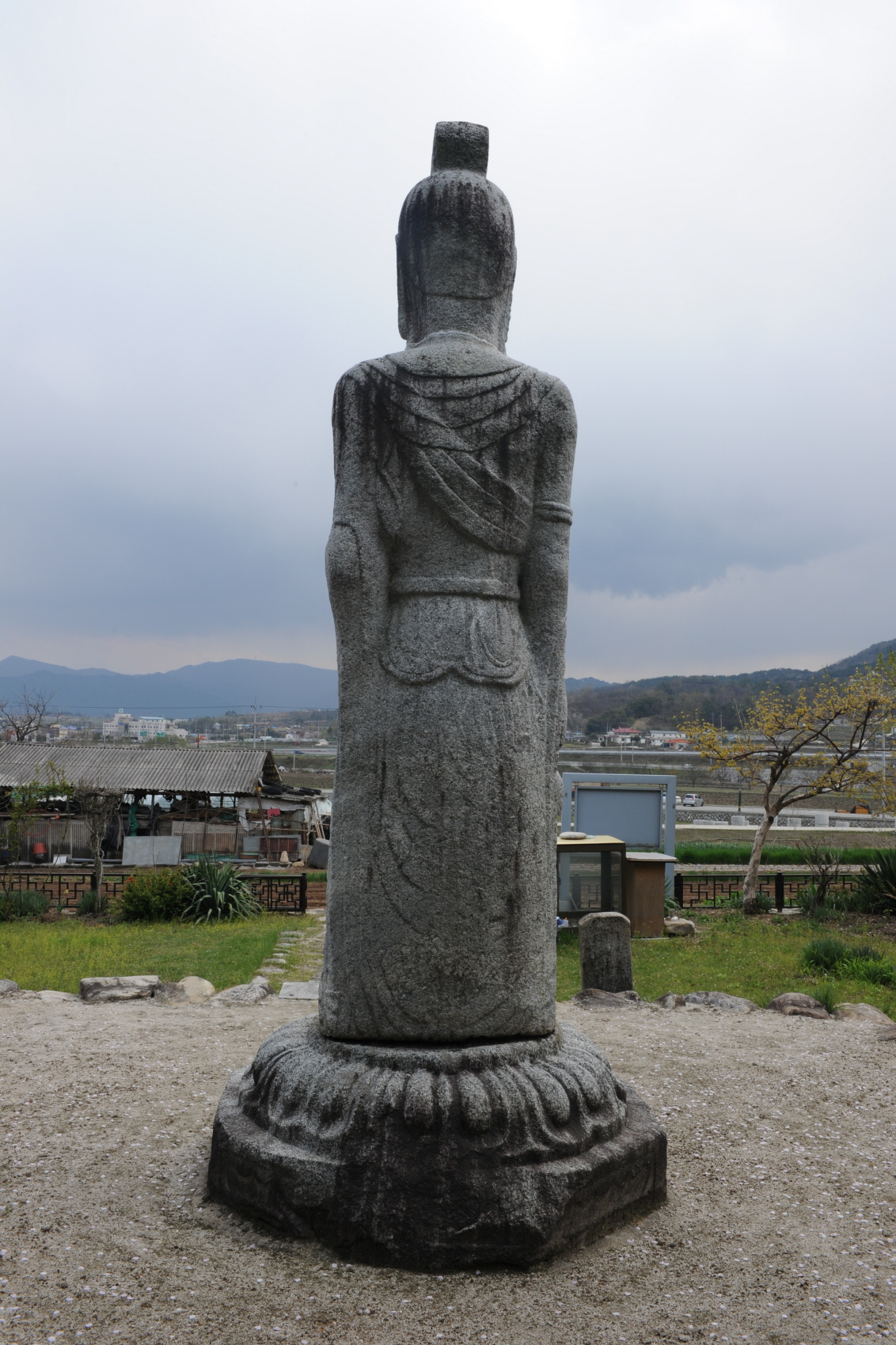
거창 상림리 석조보살입상
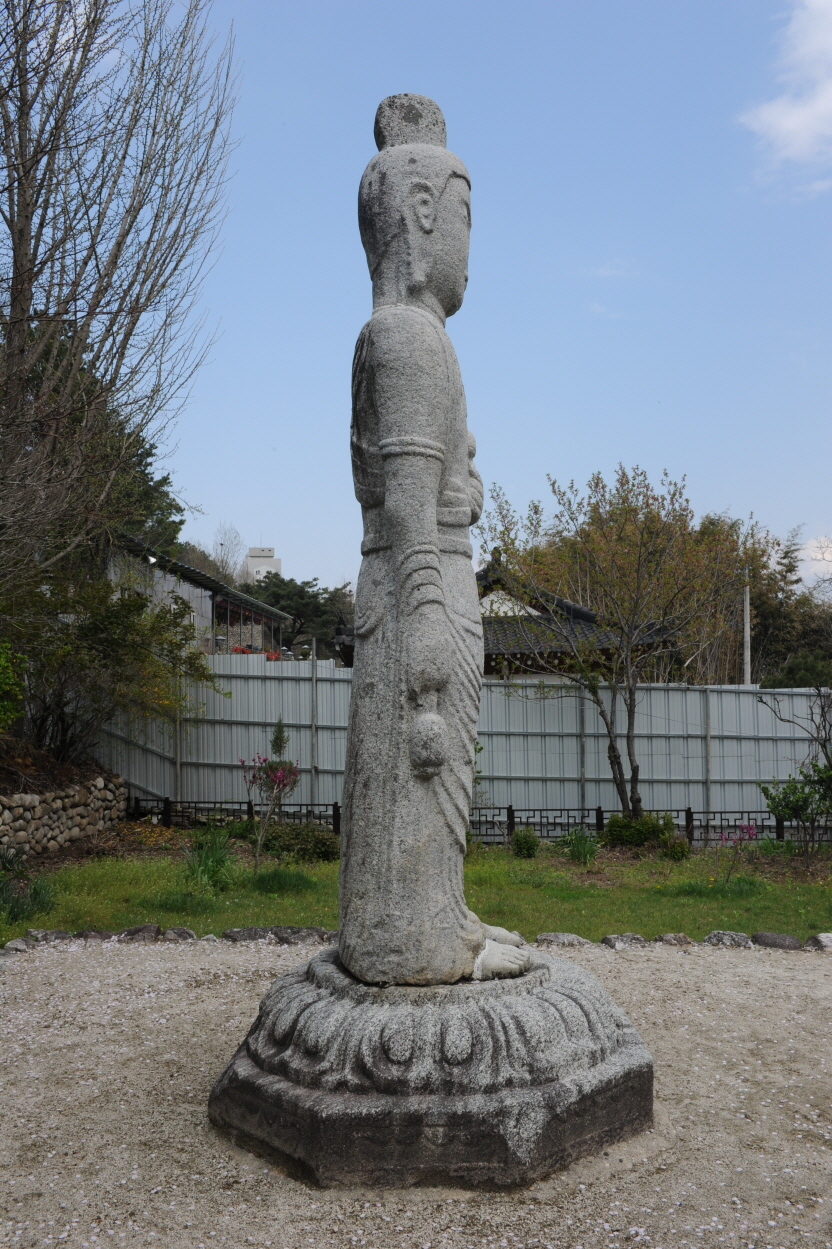
거창 상림리 석조보살입상
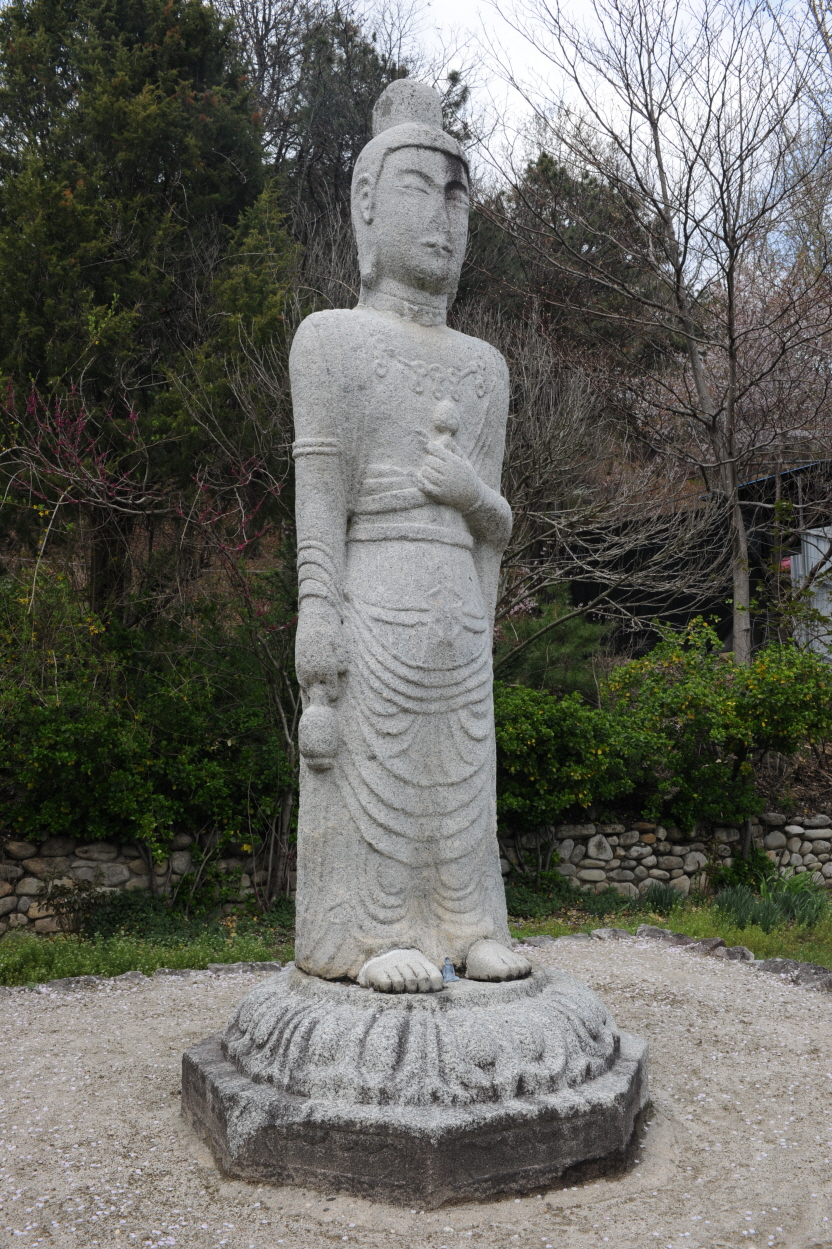
거창 상림리 석조보살입상
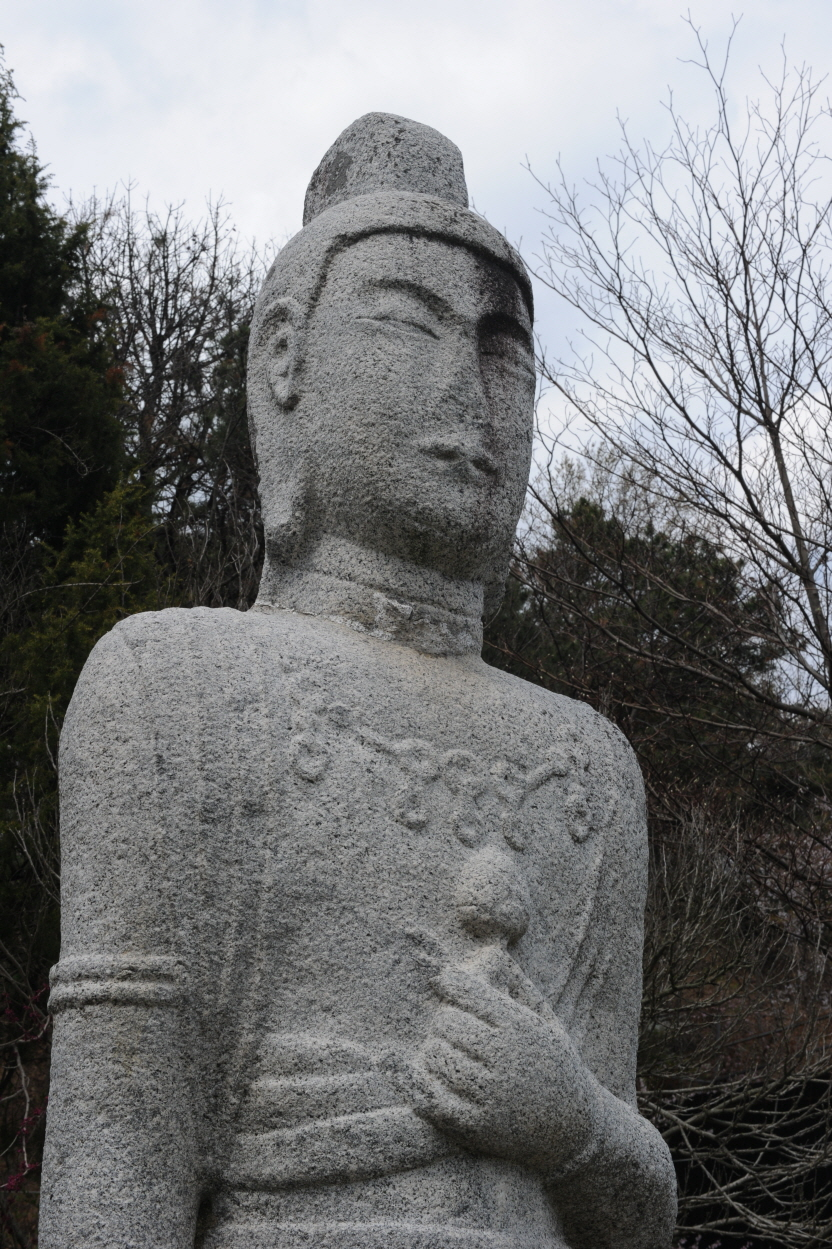
거창 상림리 석조보살입상
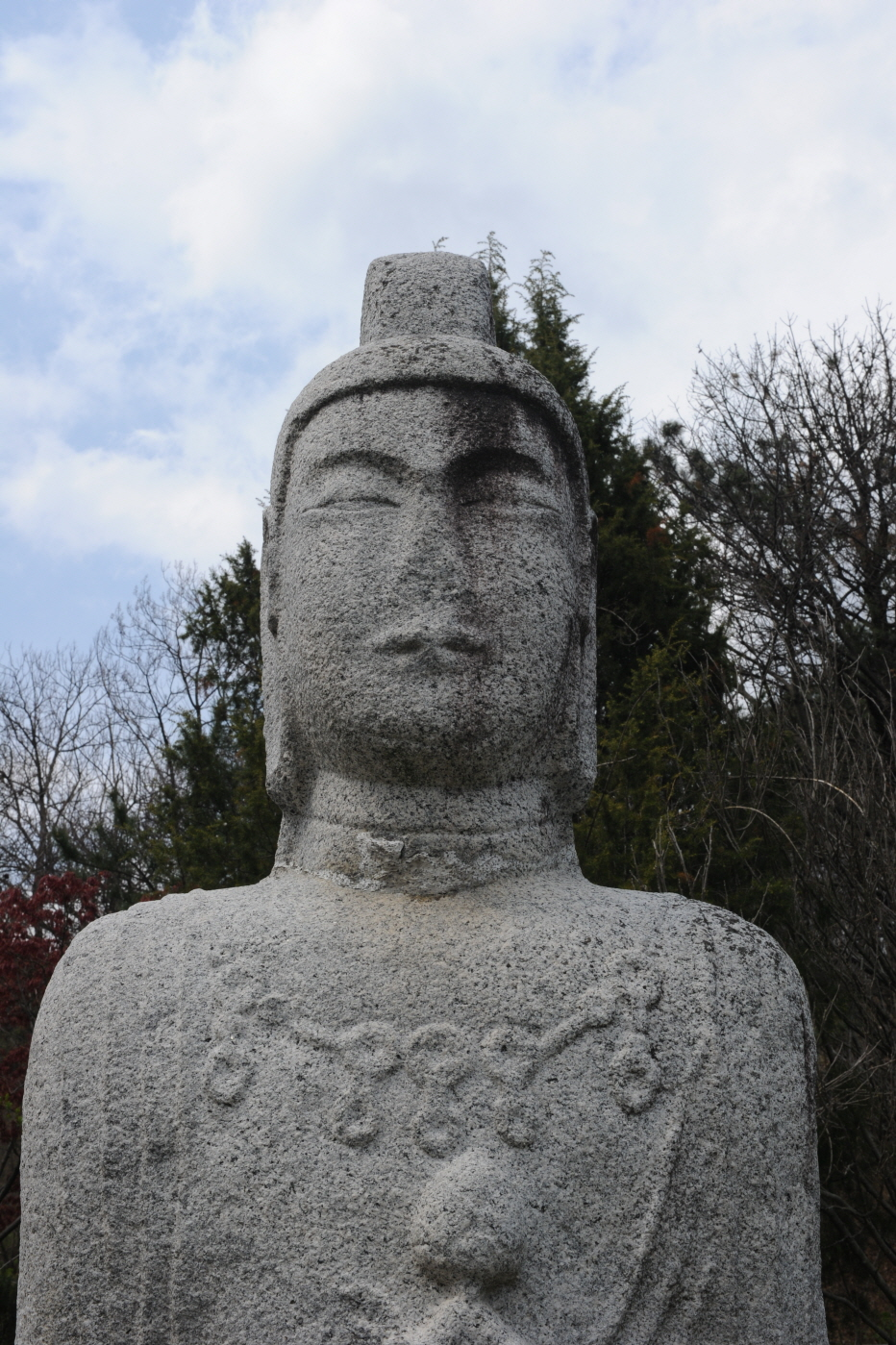
거창 상림리 석조보살입상
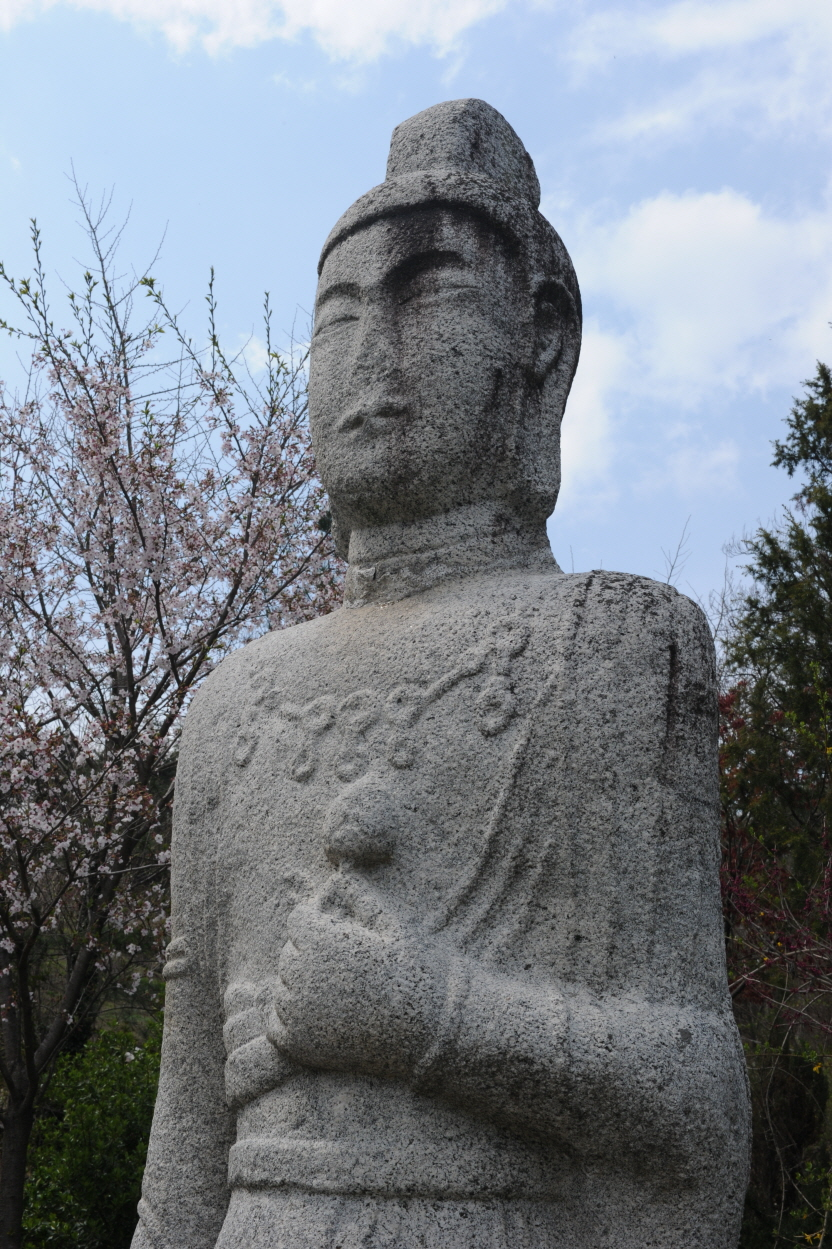
거창 상림리 석조보살입상
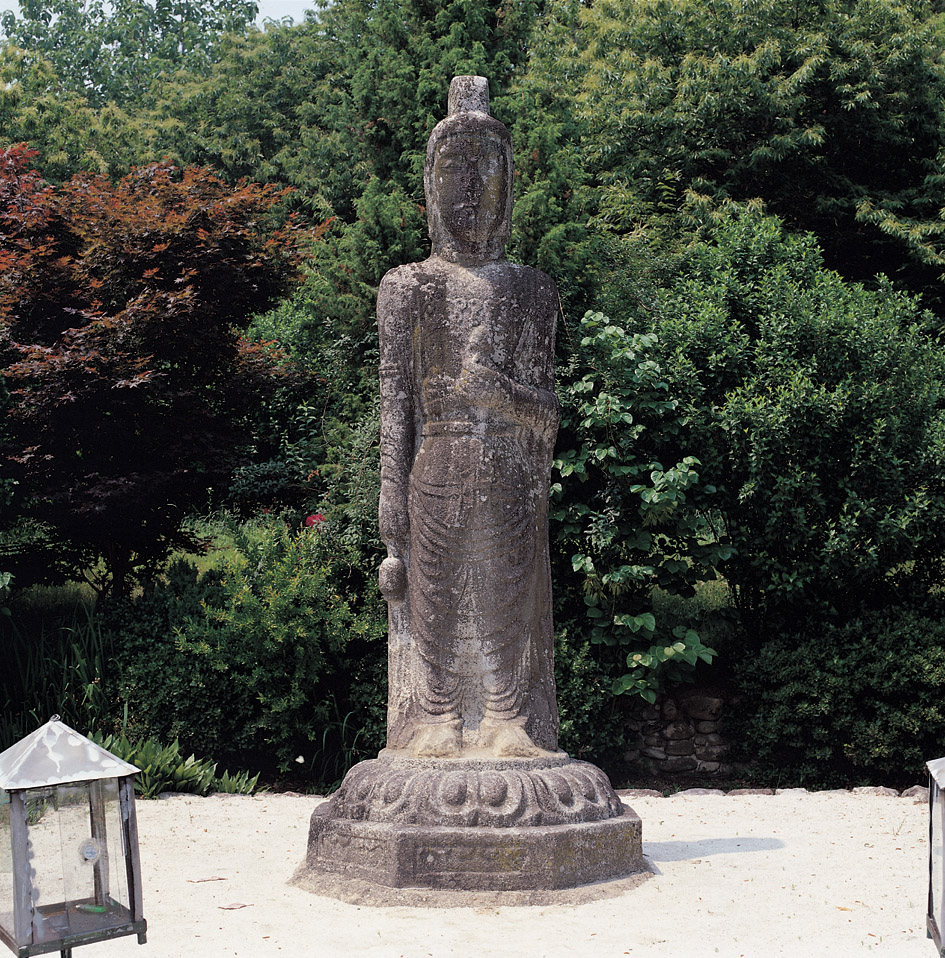
거창 상림리 석조보살입상
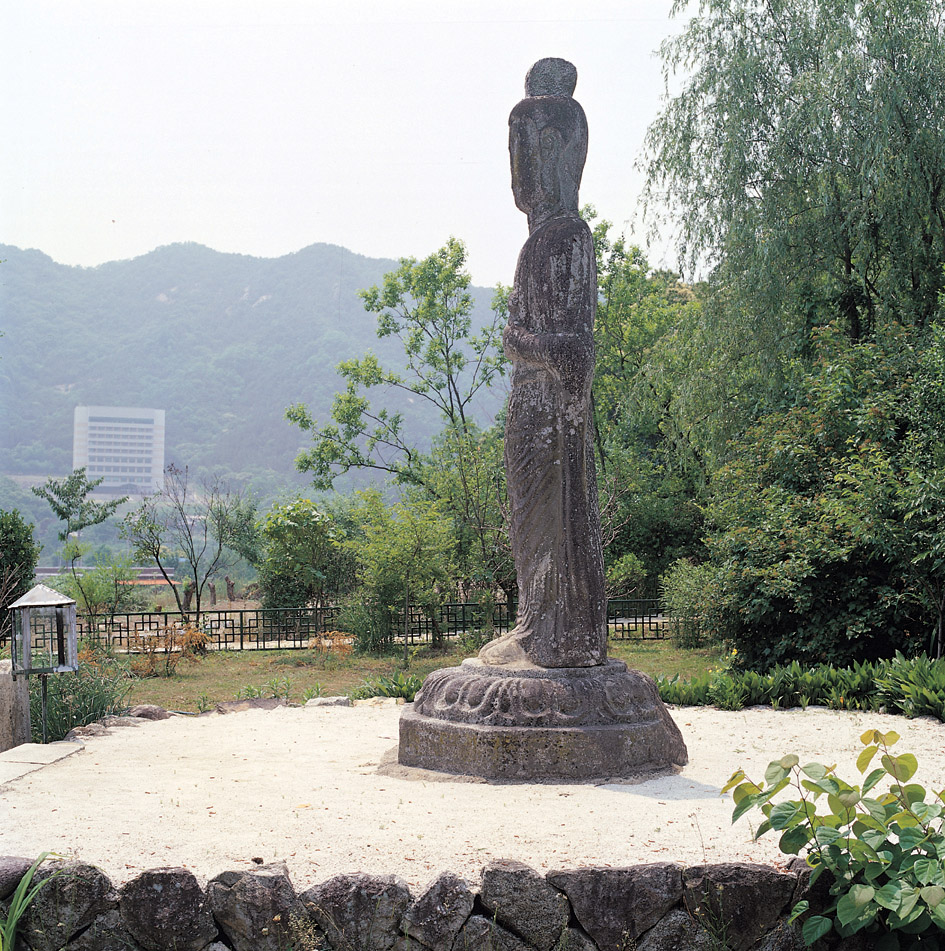
관음입상 전체 좌측면 향
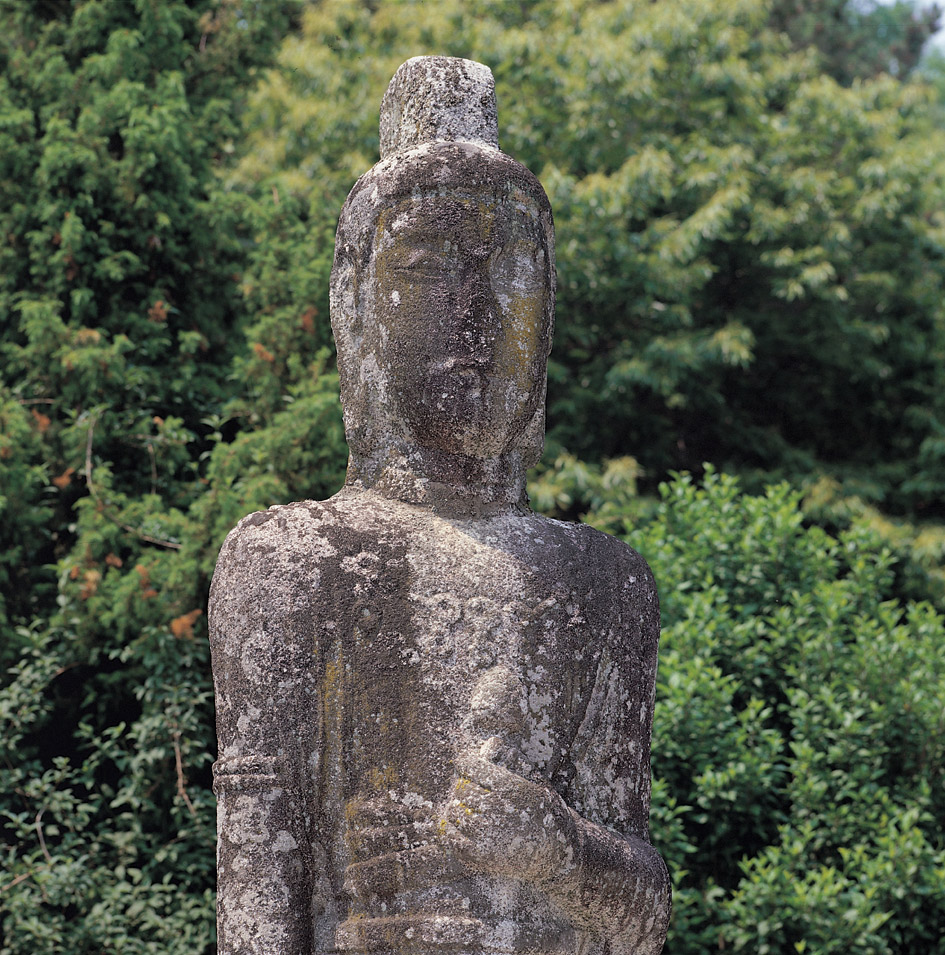
관음입상 상반신
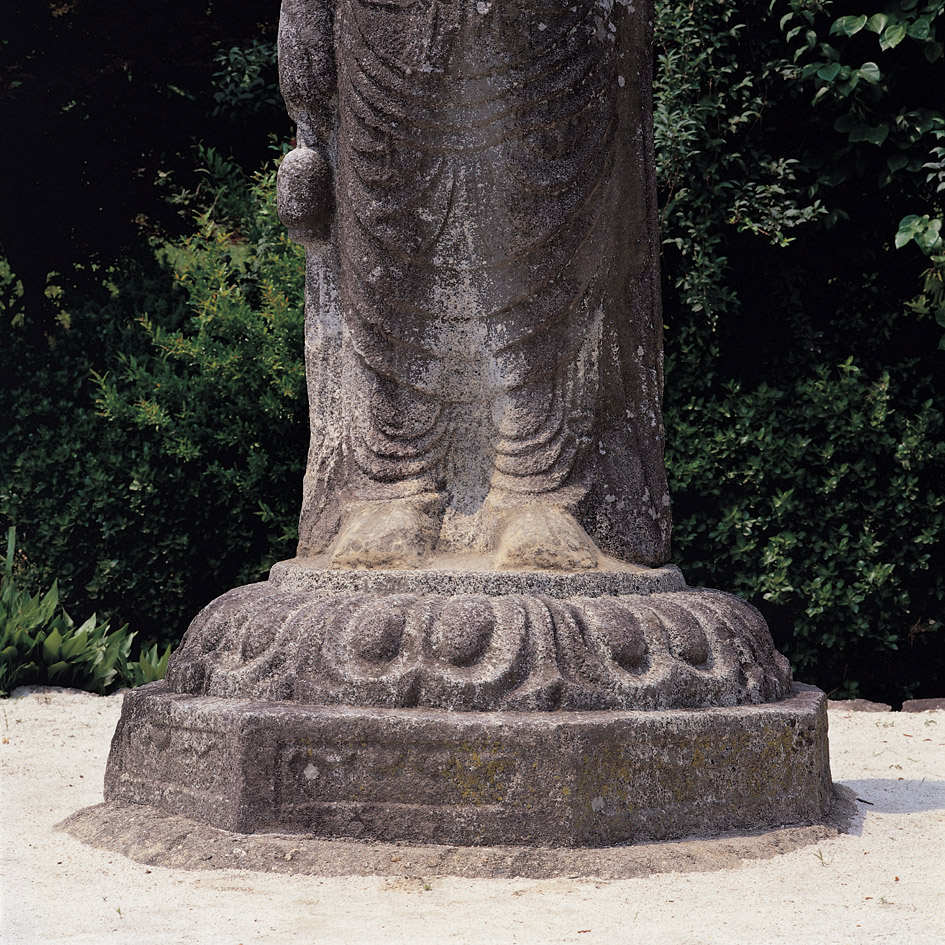
관음입상 하반신과 복련좌
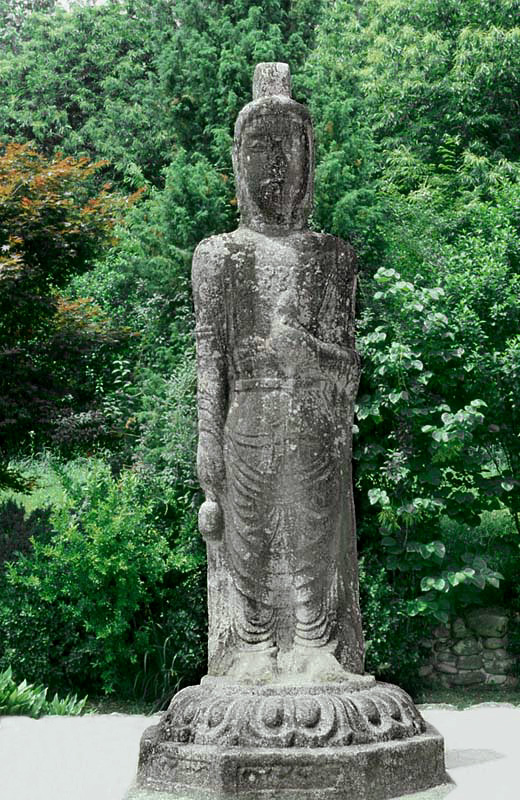
거창 상림리 석조보살입상
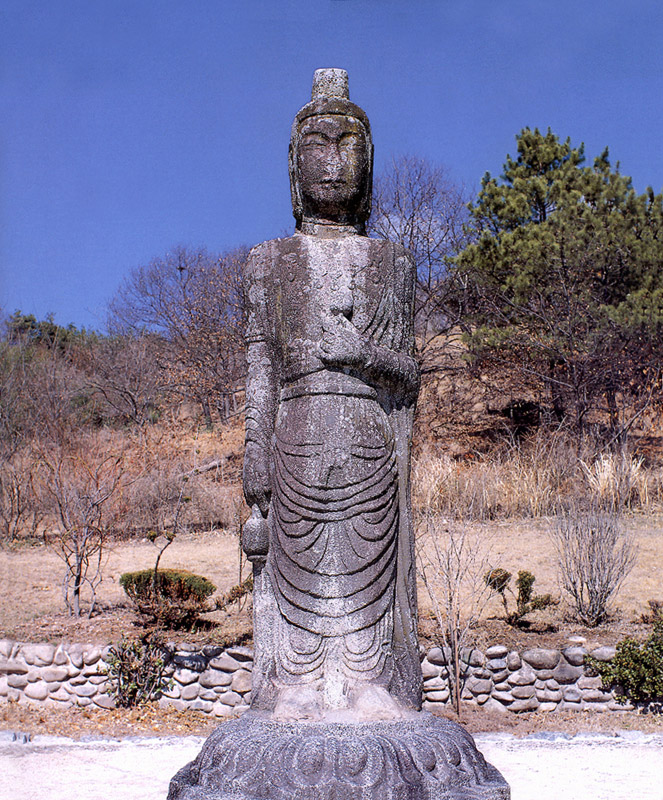
거창 상림리 석조보살입상

## 참고 자료
- 거창 상림리 석조보살입상 - 국가유산청 국가유산포털
- 한국저작권위원회 공유마당에 있는 사진
- 이 문서에는 다음커뮤니케이션(현 카카오)에서 GFDL 또는 CC-SA 라이선스로 배포한 글로벌 세계대백과사전의 내용을 기초로 작성된 글이 포함되어 있습니다.